# Daniel Wiffen
Daniel Wiffen, né le 14 juillet 2001, est un nageur irlandais spécialiste des épreuves de nage libre. Triple champion d'Europe en petit bassin, il est également le premier nageur de son pays à détenir un record du monde en natation.

## Biographie
Ayant un frère jumeau prénommé Nathan, Daniel Wiffen est en 2021 membre de l'université de Loughborough. Cette année-là, il participe aux épreuves du 800 mètres nage libre et du 1 500 mètres nage libre des Jeux olympiques de Tokyo. Huitième en 2022 de la finale du 800 mètres nage libre des Championnats du monde, il est ensuite médaillé d'argent sur le 1 500 mètres nage libre des Jeux du Commonwealth. Le 15 décembre, lors des championnats d'Irlande, il réalise 7 min 25 s 96 sur le 800 mètres nage libre en petit bassin, ce qui constitue un nouveau record d'Europe. Wiffen devient le premier Irlandais détenteur d'un record d'Europe en natation.
Lors d'une compétition à Stockholm le 14 avril 2023, il réalise 14 min 34 s 91 sur le 1 500 mètres nage libre, ce qui fait alors de lui le quatrième homme le plus rapide dans l'histoire de la distance derrière Sun Yang, Gregorio Paltrinieri et Grant Hackett. Lors des championnats du monde de Fukuoka, Wiffen, forfait sur le 400 mètres nage libre, se classe quatrième du 800 mètres nage libre. Son temps de 7 min 39 s 19 constitue un nouveau record d'Europe.
Lors des Championnats d'Europe en petit bassin 2023, Wiffen remporte tout d'abord le 400 mètres nage libre puis le 1 500 mètres nage libre et le 800 mètres nage libre. Sur cette distance, son temps de 7 min 20 s 46 constitue un nouveau record du monde. Il succède à Grant Hackett qui avait établi son record en juillet 2008 et efface le plus ancien record du monde alors en vigueur. Il est en outre le premier Irlandais à détenir un record du monde en natation.

## Palmarès

### Jeux olympiques
- Jeux olympiques de 2024 à Paris ( France) :
  -  Médaille d'or du 800 m nage libre.
  -  Médaille de bronze du 1 500 m nage libre.

### Championnats du monde

#### Grand bassin
- Championnats du monde 2024 à Doha ( Qatar) :
  -  Médaille d'or du 800 m nage libre.
  -  Médaille d'or du 1 500 m nage libre.

### Championnats d'Europe

#### Petit bassin
- Championnats d'Europe en petit bassin 2023 à Otopeni ( Roumanie) :
  -  Médaille d'or du 400 m nage libre.
  -  Médaille d'or du 800 m nage libre.
  -  Médaille d'or du 1 500 m nage libre.

### Jeux du Commonwealth
Lors des Jeux du Commonwealth, Daniel Wiffen représente l'Irlande du Nord.
- Jeux du Commonwealth de 2022 à Birmingham ( Royaume-Uni) :
  -  Médaille d'argent du 1 500 mètres nage libre

## Records

### Records personnels
Ces tableaux détaillent les records personnels de Daniel Wiffen en grand et petit bassin. L'indication RM signifie que le record personnel de l'Irlandais constitue l'actuel record du monde de la discipline, RE indiquant un record d'Europe.
| Épreuve           | Temps              | Compétition                | Lieu             | Date            |
| 400 m nage libre  | 3 min 44 s 35      | 2023 Swim Open Stockholm   | Stockholm, Suède | 13 avril 2023   |
| 800 m nage libre  | 7 min 39 s 19 - RE | Championnats du monde 2023 | Fukuoka, Japon   | 26 juillet 2023 |
| 1500 m nage libre | 14 min 34 s 91     | 2023 Swim Open Stockholm   | Stockholm, Suède | 14 avril 2023   |

| Épreuve           | Temps              | Compétition                | Lieu              | Date             |
| 400 m nage libre  | 3 min 35 s 47      | Championnats d'Europe 2023 | Otopeni, Roumanie | 5 décembre 2023  |
| 800 m nage libre  | 7 min 20 s 46 - RM | Championnats d'Europe 2023 | Otopeni, Roumanie | 10 décembre 2023 |
| 1500 m nage libre | 14 min 9 s 11      | Championnats d'Europe 2023 | Otopeni, Roumanie | 7 décembre 2023  |

### Record du monde battu
Ce tableau détaille le record du monde battu par Daniel Wiffen durant sa carrière.
| Épreuve                          | Temps         | Compétition                | Lieu              | Date             |
| 800 m nage libre en petit bassin | 7 min 20 s 46 | Championnats d'Europe 2023 | Otopeni, Roumanie | 10 décembre 2023 |

### Records d'Europe battus
Ce tableau détaille les records d'Europe battus par Daniel Wiffen durant sa carrière.
| Épreuve                          | Temps         | Compétition                    | Lieu              | Date             |
| 800 m nage libre en petit bassin | 7 min 25 s 96 | Championnats d'Irlande d'hiver | Dublin, Irlande   | 15 décembre 2022 |
| 800 m nage libre en petit bassin | 7 min 20 s 46 | Championnats d'Europe 2023     | Otopeni, Roumanie | 10 décembre 2023 |
| 800 m nage libre en grand bassin | 7 min 39 s 19 | Championnats du monde 2023     | Fukuoka, Japon    | 26 juillet 2023  |